# Jeff Peeters (karateka)
Jeff Peeters is een Belgisch voormalig karateka.

## Levensloop
Peeters behaalde in 1972 brons in de gewichtsklasse -80kg op de Europese kampioenschappen te Brussel.